# Les Abrets en Dauphiné
Les Abrets en Dauphiné is een gemeente in het Franse departement Isère in de regio Auvergne-Rhône-Alpes. De gemeente maakt deel uit van het arrondissement La Tour-du-Pin.
Les Abrets en Dauphiné is op 1 januari 2016 ontstaan door de fusie van de gemeenten Les Abrets. La Bâtie-Divisin en Fitilieu. De naam verwijst naar het historische graafschap Dauphiné. De gemeente telde 6.713 inwoners op 1 januari 2022.

## Geografie
De oppervlakte van Les Abrets en Dauphiné bedroeg op 1 januari 2022 27,41 vierkante kilometer; de bevolkingsdichtheid was toen 244,9 inwoners per km².

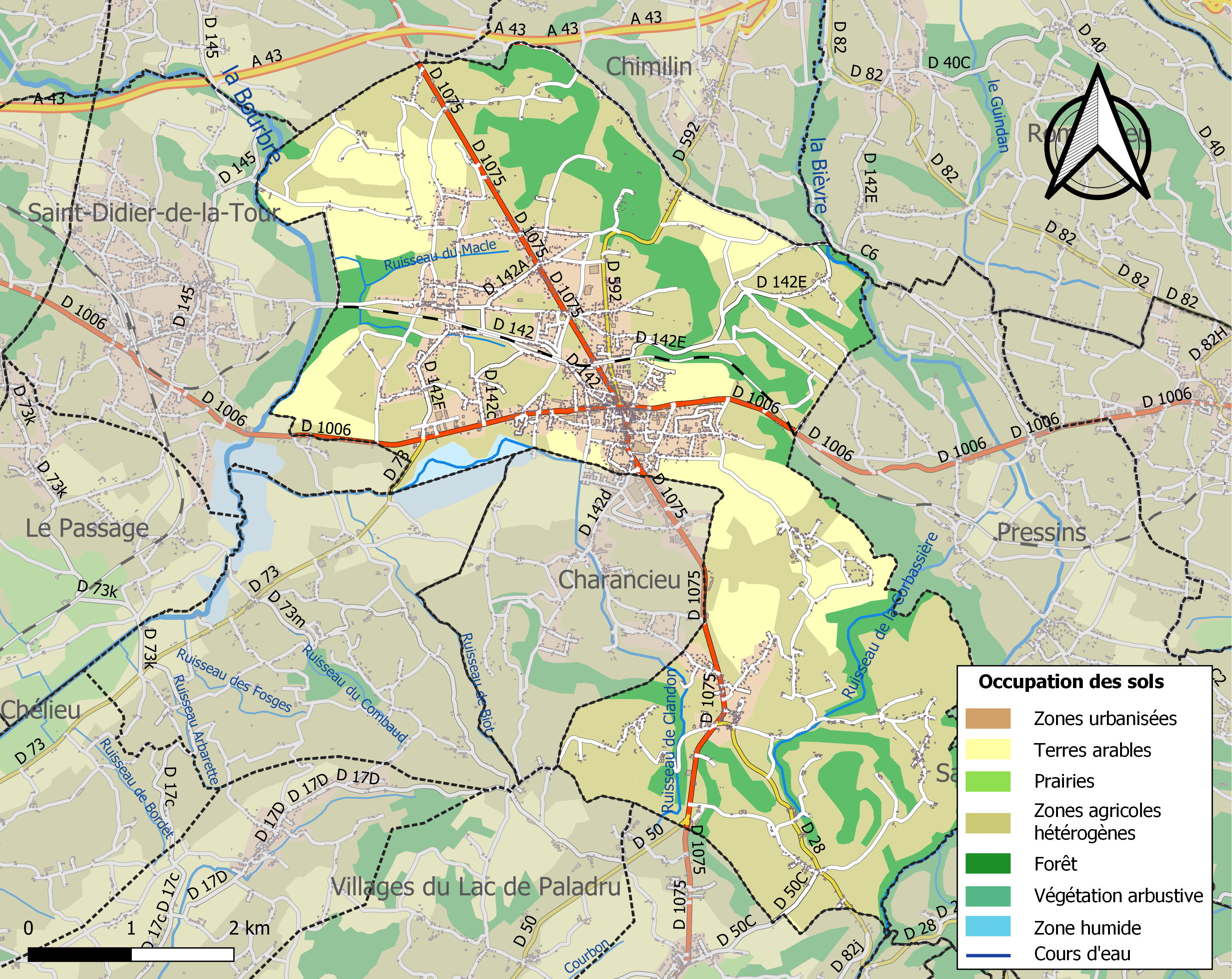
Kaart van de gemeente met de belangrijkste infrastructuur, bodemgebruik en omliggende gemeenten